# Буртинский район
Буртинский район — административно-территориальная единица в составе Оренбургской губернии, Средневолжской области, Средневолжского края, Оренбургской и Чкаловской областей, существовавшая в 1927—1963 годах. Административный центр первоначально — село Крючковское, позднее — село Беляевка.
Буртинский район был образован в 1927 году в составе Оренбургской губернии. В 1928 году Оренбургская губерния была упразднена и район вошёл в состав Оренбургского округа Средневолжской области (с 1929 — края). В 1930 году после ликвидации округов район перешёл в прямое подчинение Средневолжского края.
7 декабря 1934 года район вошёл в состав новообразованной Оренбургской (в 1938—1957 — Чкаловской) области.
По данным 1945 года включал 21 сельсовет: Алабайтальский, Беляевский, Буртинский, Верхне-Днепровский, Гирьяльский, Жаильминский, Жанаталапский, имени 15 лет ОГПУ, Ключевский, Красногорский, Красно-Уральский, Крючковский, Ново-Чрекасский, Овстровинский, Октябрьский, Пролетарский, Рождественский, Сургульский, Фёдоровский, Цветочно-Розентальский и Яикский.
21 июля 1959 года к Буртинскому району была присоединена часть территории упразднённого Зиянчуринского района. По данным 1960 года район включал 14 сельсоветов: Белогорский, Беляевский, Буртинский, Бурлыкский, Верхне-Озернинский, Гирьяльский, Днепровский, Желтинский, Карагачский, Ключевский, Крючковский, Ново-Чрекасский, Островнинский и Фёдоровский.
1 февраля 1963 года Буртинский район был упразднён, а его территория разделена между Саракташским и Соль-Илецким районами.